# ملکه (فیلم ۲۰۰۶)
ملکه (به انگلیسی: The Queen) نام فیلمی تاریخی و درام به کارگردانی استیون فریرز و نویسندگی پیتر مورگان و با بازی هلن میرن در نقش الیزابت دوم ملکهٔ بریتانیا می باشد.
این فیلم حوادثی ساختگی را پس از مرگ پرنسس دایانا در ۳۱ اگوست ۱۹۹۷ به تصویر می‌کشد. شالوده اصلی فیلم بر روی چگونگی کنار آمدن خانوادهٔ سلطنتی بریتانیا با مرگ پرنسس دایانا متمرکز شده است.

## بازیگران
| بازیگر            | نقش                     |
| ----------------- | ----------------------- |
| هلن میرن          | الیزابت دوم ملکهٔ انگلیس |
| مایکل شین         | نخست وزیر تونی بلر      |
| جیمز کرومول       | دوک اندینبورگ           |
| هلن مک کروری      | همسر تونی بلر(شری بلر)  |
| الکس جنینگ        | شاهزاده والز            |
| راجر آلام         | روبین جانورین           |
| سیلویا سیمس       | ملکهٔ مادر               |
| تیم مک مولان      | استفان لامپورت          |
| مارک بازلی        | الیستر کمپبل            |
| دوگلاس ریث        | لورد ایرلی              |
| جیک تایلور شانتوس | شاهزاده ویلیام          |
| داش باربر         | شاهزاده هری             |
| لورنس برگ         | پرنسس دایانا            |

## جوایز
این فیلم جوایز متعدد زیادی را برده که بعضی از ان‌ها عبارت است از:
اکادمی ادواردز
- جایزهٔ بهترین بازیگر نقش زن توسط هلن میرن

اکادمی فیلم انگلستان
- جایزهٔ بهترین فیلم
- بهترین بازیگر توسط هلن میرن

گلدن گلوب
- بهترین بازیگر زن توسط هلن میرن
- بهترین نمایش نامه توسط پیتر مورگان

فستیوال فیلم ونیز
- بهترین بازیگر زن توسط هلن میرن
- بهترین نمایش نامه توسط پیتر مورگان

شایان ذکر است از مجموع تمام جوایز اهدا شده به این فیلم ۲۹ تا از ان‌ها به هلن میرن به خاطر بازی در نقش الیزابت دوم اختصاص یافته است.